# Ruprechtický Špičák
Ruprechtický Špičák (německy Ruppersdorfer Spitzberg) je nejvyšší hora české části Javořích hor. Dosahuje nadmořské výšky 880,2 m a je druhou nejvyšší horou Broumovské vrchoviny. Vrchol leží v Česku, ale od hranice s Polskem je vzdálen jen několik desítek metrů. Severovýchodní svahy hory už leží v Polsku. Jedná se o nejvyšší horu CHKO Broumovsko a okresu Náchod. Hora je z jihu nápadná svým kuželovitým a pravidelným tvarem a i z jiných stran má víceméně špičatý tvar, odtud asi dostala svůj název.

## Hydrologie
Hora náleží do povodí Odry. Vody odvádějí většinou přítoky Stěnavy, jako např. Ruprechtický potok, polské svahy pak odvodňují přítoky potoka Złota Woda, což je přítok řeky Bystrzyca.

## Vegetace
Hora je převážně zalesněná, jen místy najdeme menší paseky. Většinou se jedná o smrkové monokultury, méně se dochovaly lesy smíšené nebo listnaté. Potenciální přirozenou vegetací jsou na většině míst hory horské bučiny, tedy bučiny s výskytem určitého množství přirozeného smrku ztepilého.

## Stavby
Na vrcholu byla zprovozněna v roce 2002 kovová, volně přístupná rozhledna.

## Ochrana přírody
Česká část hory leží v CHKO Broumovsko.